# Kwabeng

Kwabeng (alternativt Akyem Kwabeng) är en ort i södra Ghana. Den är huvudort för distriktet Atiwa, och folkmängden uppgick till 8 185 invånare vid folkräkningen 2010.